# リボルバー・リリー
『リボルバー・リリー』は、2016年発表の長浦京原作の日本のスパイ・アクション小説。講談社より出版された。2016年版「週刊文春ミステリーベスト10」第12位。第19回大藪春彦賞受賞作。2023年に映画版が公開された。

## あらすじ
大正時代末期の東京。小曽根百合はかつて“リボルバー・リリー”の異名をとった敏腕スパイであったが、今は東京の花街の銘酒屋で女将をしていた。
しかしある日、消えた陸軍資金の鍵を握る少年・慎太と出会ったことで、百合は慎太と共に陸軍の精鋭部隊から追われる身となる。

## 映画
2023年8月11日公開。監督は行定勲、主演は綾瀬はるか。撮影は茨城県つくばみらい市・笠間市、三重県桑名市、群馬県沼田市、静岡県裾野市、神奈川県鎌倉市で行われた。

### 映画あらすじ
小曾根百合は、かつて『リボルバーリリー』と異名を取る腕利きの女スパイだったが、10年以上前に姿を消していた。
関東大震災の翌年の大正13年(1924年)、秩父の洋館に謎の男たちが押し入った。当主の細見欣也の居所を白状せず、無惨に殺される家族と使用人たち。床下に隠れていた息子の慎太は、逃げて山小屋に住む国松に助けを求めた。そこに現れる父親の細見欣也。彼は列車に乗るはずが追っ手に気づき戻って来たのだ。全てを察してライフルを2丁用意する国松。慎太に重要書類を託した欣也は、「玉ノ井の小曾根百合を訪ねろ」と言って息子一人を逃がし、国松と共に追っ手を迎え撃った。
東京の歓楽街・玉ノ井でカフェを営む小曾根百合は、秩父で国松が細見一家を惨殺したと報道で知った。細見や国松は百合の昔の仲間らしく、真相を探りに秩父に向かう百合。国松の小屋は銃撃戦で半壊し、陸軍の軍人たちが何かを探していた。
密かに立ち去り列車に乗った百合は、車内で陸軍の軍人に襲われる慎太を助け、列車から飛び降りて慎太を守りつつ逃避行を開始した。
慎太が父親から預かった書類を自分に届けようとしていたと知る百合。それは、陸軍が戦争開始のために極秘で用意した莫大な裏金の隠し場所を示す文書だった。細見欣也は戦争を回避するために、その金を反戦主義の海軍軍人・山本五十六に託そうとしていたのだ。
欣也の遺志を継いで、山本のいる海軍省に向かう百合と慎太。陸軍は東京の各地を封鎖して2人を攻撃した。山本五十六の元にも知らせが届いたが、自国の陸軍に兵も向けられず、待つことしか出来なかった。
愛用のリボルバーを手に死闘を続け、血まみれになって海軍省に慎太を送り届ける百合。山本五十六は、この金で戦争回避の努力をすると約束した。海外に留学する慎太を見送った百合は、新たに襲って来た敵にリボルバーを向けた。

### キャスト
- 小曾根百合：綾瀬はるか
- 岩見良明：長谷川博己
- 細見慎太：羽村仁成（Go!Go!kids / ジャニーズJr.）[13]
- 奈加：シシド・カフカ
- 琴子：古川琴音
- 南始：清水尋也
- 津山ヨーゼフ清親：ジェシー（SixTONES）[14][15]
- 平岡：佐藤二朗
- 植村：吹越満
- 三島：内田朝陽
- 小沢：板尾創路
- 升永達吉：橋爪功
- 筒井国松：石橋蓮司
- 山本五十六：阿部サダヲ
- 滝田：野村萬斎
- 細見欣也：豊川悦司
- 風鈴屋：アフロ[16]
- 暗殺者X：鈴木亮平[17]

### スタッフ
- 原作：長浦京『リボルバー・リリー』（講談社文庫）
- 監督：行定勲
- 脚本：小林達夫、行定勲
- 音楽：半野喜弘
- 企画・プロデュース：紀伊宗之
- エグゼクティブ・プロデューサー：和田倉和利
- プロデューサー：高橋大典、石塚紘太、溝畠三穂子
- キャスティング：杉野剛
- 音楽プロデューサー：津島玄一
- 宣伝プロデューサー：杉田薫
- ラインプロデューサー：竹岡実
- 撮影：今村圭佑
- 照明：中村裕樹
- 美術：清水剛
- 録音：伊藤裕規
- 装飾：田口貴久
- 編集：今井剛
- シニアVFXスーパーバイザー：尾上克郎
- 衣装デザイン監修：黒澤和子
- ヘアメイクデザイン：稲垣亮弐
- スタントコーディネーター：田渕景也
- 配給：東映
- 制作プロダクション：シネバザール、エピスコープ
- 制作協力：東映東京撮影所
- 製作：「リボルバー・リリー」フィルムパートナーズ（東映、ホリプロ、テレビ朝日、KDDI、講談社、朝日放送テレビ、GYAO、ダイバーシティメディア）

### 受賞
- 第48回報知映画賞 主演女優賞（綾瀬はるか）
- 第47回日本アカデミー賞 優秀主演女優賞（綾瀬はるか）[18]